# Tredition
Die Tredition GmbH ist ein deutsches Unternehmen mit Sitz in Hamburg, das als Self-Publishing-Plattform Print-on-Demand- und Publikationsdienstleistungen für Verlage und Selbstpublikationen anbietet.

## Geschichte
Das Unternehmen wurde 2007 von Sandra Latußeck und Sönke Schulz gegründet und hat seinen Sitz in Hamburg. Eigenen Angaben zufolge wurden in den ersten 14 Jahren des Bestehens über 55.000 Bücher von über 20.000 Autoren veröffentlicht. Im Datensatz der Deutschen Nationalbibliothek sind mit Stand Oktober 2021 ca. 22.400 verfügbare Publikationen dokumentiert.
Nach Angaben im Jahresabschluss 2020 handelt es sich bei dem Unternehmen um eine kleine Kapitalgesellschaft gemäß § 267 HGB.